# Canudos do Vale
Canudos do Vale är en kommun i Brasilien.   Den ligger i delstaten Rio Grande do Sul, i den södra delen av landet, 1 600 km söder om huvudstaden Brasília. Antalet invånare är 1 807. Arean är 83 kvadratkilometer.
Terrängen i Canudos do Vale är huvudsakligen lite kuperad.
I omgivningarna runt Canudos do Vale växer i huvudsak städsegrön lövskog. Runt Canudos do Vale är det ganska glesbefolkat, med 32 invånare per kvadratkilometer.